# Hermilo López-Bassols
Hermilo López-Bassols (Ciudad de México 10 de febrero de 1943 - ibíd., 21 de agosto de 2021) fue un abogado, diplomático, escritor, periodista y catedrático mexicano.

## Biografía
Egresado de la Universidad de Guadalajara, realizó estudios de posgrado en University College de Londres. Ingresó al Servicio Exterior Mexicano en 1971-2008. Fue cónsul general de México en Vancouver, Houston y San Diego y embajador de México en la República de El Salvador. Participó en las negociaciones de paz que condujeron al Acuerdo de Chapultepec. Recibió un reconocimiento del Secretario General de la ONU, de la Cancillería Mexicana y de la Asamblea Legislativa de El Salvador. Fue el primer embajador residente en Irlanda y embajador en Bolivia. Fue consejero jurídico de la misión permanente de México en la ONU y ministro en la embajada de Francia. Obtuvo el máximo galardón honorífico de la UDG: la Presea Enrique Díaz de León. Fue fundador de la Asociación Iberoamericana de Facultades y Escuelas de Derecho Sui Iuris.
Fue autor de las obras Derecho Internacional Público, Nuevos Desarrollos de Derecho Internacional Público, Tratado de Derecho Internacional Público, Derecho Diplomático y Consular, los Principios Rectores de la Política Exterior de México, México en la Sociedad de Naciones, México y la guerra civil española, la obra jurídica del Licenciado Narciso Bassols García, Historia Diplomática de México Volumen I: De la reforma liberal y la defensa de la República a la consolidación de la soberanía (855-1876) y Volumen II: Del Plan de Tuxtepec a la caída de Porfirio Díaz. Prologó numerosas obras de Derecho, relaciones internacionales e historia de México. Su labor como profesor se extendió por más de veinticinco años en la Facultad de Derecho de la UNAM, así como en universidades nacionales y extranjeras y en el UNITAR.[cita requerida]
Publicó más de tres mil artículos de opinión en la prensa nacional sobre temas internacionales, jurídicos y de cultura mexicana. Fue también cronista de toros para diarios mexicanos y españoles y analista de asuntos internacionales en la cadena sudamericana de televisión TELESUR. Perteneció a la Cátedra Solana y la Cátedra Mentor de la Secretaría de Relaciones Exteriores.
Murió el 21 de agosto de 2021, en la Ciudad de México.

## Obras literarias

### Los nuevos desarrollos del Derecho internacional
Editada por Porrúa en el 2008, presenta
"los más destacados avances del Derecho Internacional Contemporáneo en ámbitos fundamentales como sus Fuentes, el Derecho de los Tratados, los nuevos Sujetos como la Unión Europea, la Responsabilidad Internacional del Estado, el Mantenimiento de la Paz y la Seguridad Internacionales, la Corte Penal Internacional y la dimensión internacional de los Derechos Humanos y el Derecho Humanitario. Se examinan estos "Nuevos Desarrollos," al tiempo que se observan los profundos cambios que han ocurrido en el escenario internacional, por las potencias hegemónicas que intentan imponer una desestructuración del derecho contenido en la Carta de la ONU para remplazarlo por un orden basado en asimetrías que erosionan las competencias estatales y por acciones ilícitas (inclusive armadas) que desconocen los compromisos de la diplomacia y las normas jurídicas, modernas. Por ello, repudian a los principios de la política exterior de México, los conceptos de guerra preventiva e intervención humanitaria. En la Segunda Parte, -inédita en los textos de Derecho Internacional en México-, se hace un análisis jurídico, preciso y extenso de veinticinco sentencias y opiniones consultivas de la Corte Internacional de Justicia, pudiéndose así establecer un vínculo entre los fundamentos teóricos, la jurisprudencia de la Corte de La Haya y los Nuevos Desarrollos en la materia. El método empleado es el de "Case Law", una eficaz herramienta didáctica nacida en instituciones anglosajonas y, esencial en la práctica contemporánea.
En la tercera parte se incluyen varios instrumentos internacionales de consulta obligada. Asimismo, se ofrece una muy amplia bibliografía y de enlaces cibernéticos".[cita requerida]

### Historia diplomática de México
Editada por Porrúa en el 2012, esta obra se circunscribe a la etapa de la historia diplomática de México que corre desde 1855 hasta 1876. Primero, se derroca la dictadura santannista, surgen las instituciones republicanas impulsadas por el partido liberal, se adoptan una Constitución moderada y las Leyes de Reforma y se desata la Guerra de Tres Años, que finaliza con la victoria republicana en Calpulalpan.
Ante una intervención extranjera que impone un imperio ajeno a la voluntad popular, se libra una desigual y prolongada lucha que concluye con el triunfo de Escobedo en Querétaro y el fusilamiento del príncipe invasor. Finalmente, Juárez restaura la República y establece sus directrices fundamentales de política exterior, Sebastián Lerdo de Tejada -quien había sido su canciller- continúa, a su muerte, la defensa de la "Doctrina Juárez", que exige un trato digno a una nación soberana, y así logran con moderación y dignidad que se restablezcan nuestras relaciones diplomáticas.[cita requerida]
Se examina la labor de los ministros de Relaciones Exteriores: Melchor Ocampo, Juan Antonio de la Fuente, Manuel María de Zamacona, Manuel Doblado, Miguel Lerdo de Tejada, Ignacio Mariscal y José María Lafragua. También del agente confidencial Jesús Terán y de los ministros José María Mata y Matías Romero en Washington. Asimismo, se analizan con especial detenimiento y amplio soporte documental la diplomacia de Maximiliano de Habsburgo y la de los conservadores.[cita requerida]
Es éste un estudio amplio, acucioso y pormenorizado de la historia diplomática de ese tiempo mexicano -de dictadura a dictadura- basado en los testimonios de los actores y en fuentes documentales que permiten conocer el pensamiento, valorar la inteligencia política y comprender las circunstancias a las que se enfrenta esa notable pléyade de hombres de la Reforma, armados solo de su integridad y patriotismo, en defensa de los más altos intereses de la Nación.